# Hiatus (Archäologie)
Hiatus, auch Hiat, ist in der Prähistorie oder Frühgeschichte ein „Zeitraum ohne Funde“, der auf die Unterbrechung 
- der Besiedlung eines bestimmten Gebietes,
- der Nutzung eines Wohnplatzes,
- einer Siedlung
- eines Gräberfeldes
- oder eines spezifischen Fundplatzes

zurückgeführt wird, auf dem es sowohl ältere als auch jüngere datierbare Funde gibt. Besonders eindeutig sind Hiate (plur.) in frühen Siedlungen; so liegt z. B. zwischen der Mittel- und Frühbronzezeit Kretas eine Zerstörungsschicht, gefolgt von einem nahezu fundlosen Hiatus. In Thebai an der Mykale, bei Milet wurde anhand der Keramik ein 700-jähriger Hiatus festgestellt. Die einst postulierten Hiate "eines bestimmten (großräumigen) Gebietes" haben sich in Europa (insbesondere im Süden und in der Mitte) sofern sie neolithisch oder jünger waren, in der Regel als Fehlinterpretationen herausgestellt.